# Hakalau Forest National Wildlife Refuge

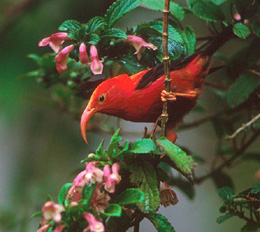
Iiwi (soort vink: Vestiaria coccinea) op typisch inheemse plant in het Hakalauwoud.

Hakalau Forest National Wildlife Refuge is een National Wildlife Refuge op het eiland Hawaï. Het bestaat uit twee delen het Hakalauwoud (Hakalau Forest Unit, 13.350 ha groot) en het Konawoud (Kona Forest Unit, 2140 ha groot). Het bestaat uit montaan bos en ligt op een hoogte tussen de 600 en 2000 m boven de zeespiegel rondom de vulkaan Mauna Kea.
De toegang tot het Konawoud is beperkt omdat het een reservaat is waar nog veel bedreigde plant- en diersoorten voorkomen.